# 谢希德

谢希德

谢希德（1921年3月19日—2000年3月4日），女，福建泉州市石狮市祥芝镇赤湖村人，中国物理学家，中国科学院院士、第三世界科学院院士。谢希德是1949年后中国大陆第一位大学女校长，她把握改革开放新时期的机遇，为复旦大学的发展作出了极大的贡献，和前任校长苏步青开创了复旦辉煌的“苏谢时代”。

## 生平
1946年毕业于厦门大学数理学系。1949年获美国史密斯学院物理硕士，1951年获麻省理工学院博士。
1952年10月回国到复旦大学任教。文化大革命期間谢希德住牛棚、扫厕所。1980年当选为中国科学院数学物理学部委员。1983-1988年任复旦大学校长。1988年当选为第三世界科学院院士。
1979年、1980年兩次被評為全國“三八”红旗手，曾當選為中共第十二、十三屆中央委員，上海市第七屆政協主席。1983年5月28日至30日，中国高等教育学会在北京召开成立大会，大会选举了第一届理事会成员，她出任常务理事。
2000年3月4日在上海华东医院逝世，享年79岁。

## 学术研究
专长表面物理和半导体物理的理论研究。撰有《半导体物理学》、《固体物理学》、《群论及其在物理中的应用》等专著4部。

## 荣誉

### 荣誉博士
- 美国史密斯学院（1981），
- 美国纽约市立学院（1981），
- 英国里兹大学（1985），
- 日本关西大学（1986），
- 美国纽约州立大学奥尔马巴尼分校（1987），
- 香港科技大学（1996）。[5]

## 纪念
- 谢希德物理奖

## 家庭
父亲谢玉铭为中国理论物理学家，丈夫曹天钦为中国生物化学家。

### 引用
1. ↑  .   [2022-11-10]. （原始内容存档于2022-11-10）.
2. ↑  李均著. . 广州: 广东高等教育出版社. 2005.08: 129–130. ISBN 7-5361-3221-2.
3. ↑  . 光明日报. （原始内容存档于2020-09-04）.
4. ↑  谢希德等编著 《群论及其中物理学中的运用》 科学出版社 1986
5. ↑  .   [2013-06-26]. （原始内容存档于2013-08-06）.